# Françoise Fassiaux-Looten
Françoise Fassiaux-Looten, geboren als Françoise Looten (Tongrinne, 11 juli 1946) is een Belgisch politica voor de PS en voormalig Waals Parlementslid.

## Levensloop
Van opleiding regentes Frans-geschiedenis ging Françoise Fassiaux-Looten als leerkracht Frans aan de slag in het Atheneum van Chimay. Ze organiseerde er vele jaren een week voor de Belgische letteren, waarbij schrijvers in de klassen van het Atheneum kwamen spreken over hun beroep. Tevens was ze 25 jaar lang syndicaal afgevaardigde voor het CGSP en opleidingsverantwoordelijke voor het FOREM in Charleroi, waar ze Frans onderwees aan vrouwelijke immigranten.
Zij werd politiek actief bij de PS toen zij in 1988 verkozen werd tot gemeenteraadslid van Chimay. Na zes jaar in de oppositie, was zij van 1995 tot 2000 OCMW-voorzitter van de gemeente. Van 1998 tot 2000 was Fassiaux-Looten eveneens provincieraadslid van de provincie Henegouwen. Daarnaast was zij attaché op het kabinet van toenmalig Waals minister Marie Arena. In 2012 werd ze burgemeester van Chimay. Fassiaux-Looten bleef dit tot aan de gemeenteraadsverkiezingen van oktober 2018, waarna ze als raadslid in de oppositie belandde. Begin 2020 verliet ze de lokale politiek van Chimay.
In juni 2004 werd ze voor het arrondissement Thuin verkozen in het Waals Parlement en in het Parlement van de Franse Gemeenschap, waarbij ze voordeel wist te halen uit de apparentering. Ze bleef beide mandaten uitoefenen tot in 2014. In 2004 was ze korte tijd secretaris van het Waals Parlement en in 2009 tijdelijk ondervoorzitter van zowel het Waals Parlement als het Parlement van de Franse Gemeenschap. Bij de verkiezingen van mei 2014 werd Fassiaux-Looten nog herkozen, maar als gevolg van de net in werking getreden decumulregeling besloot ze voor haar burgemeesterschap te kiezen en ontslag te nemen als parlementslid. 